# 蒂姆·帕尔默
蒂莫西·诺埃尔·「蒂姆」·帕尔默（英語：Timothy Noel "Tim" Palmer，1952年12月31日—），英国数学物理学家。他的大部分职业生涯都在研究天气和气候的动力学和可预测性。他最重要的贡献是率先开发了基于概率的集合预报技术（当时他在英国气象局和歐洲中期天氣預報中心工作），这些技术现在是世界各地天气和气候预测的标准。